# いよ立花駅
いよ立花駅（いよたちばなえき）は、愛媛県松山市立花2丁目にある伊予鉄道横河原線の駅である。駅番号はIY12。
久米駅・梅本駅とともに横河原線の交通結節点に指定されている主要駅である。かつて当駅から森松線が分岐していた。

## 歴史
- 1893年（明治26年）5月7日：立花駅として開業。
- 1896年（明治29年）1月26日：森松線開業。
- 1927年（昭和2年）3月1日：伊予立花駅に改称。
- 1965年（昭和40年）12月1日：森松線廃止。
- 1981年（昭和56年）：いよ立花駅に改称[2]。

大規模リニューアルが予定されており、2013年には測量が行われた。

## 駅構造
島式ホーム1面2線を有する地上駅で、有人駅である。 
かつては単式・島式ホーム2面3線で、1・2番線を横河原線が、3番線を森松線が使用していたが、森松線廃止後は島式の旧2・3番線を1・2番線と改めて横河原線ホームとして使用している。また、1・2番線の間に中線が有り、機回し線として使用されていた。
交換可能駅で、日中時間帯は当駅で列車交換するダイヤが組まれている。

### のりば
| 番線 | 路線      | 行先                   |
| ---- | --------- | ---------------------- |
| 1    | ■横河原線 | 松山市方面             |
| 2    | ■横河原線 | 久米・梅本・横河原方面 |

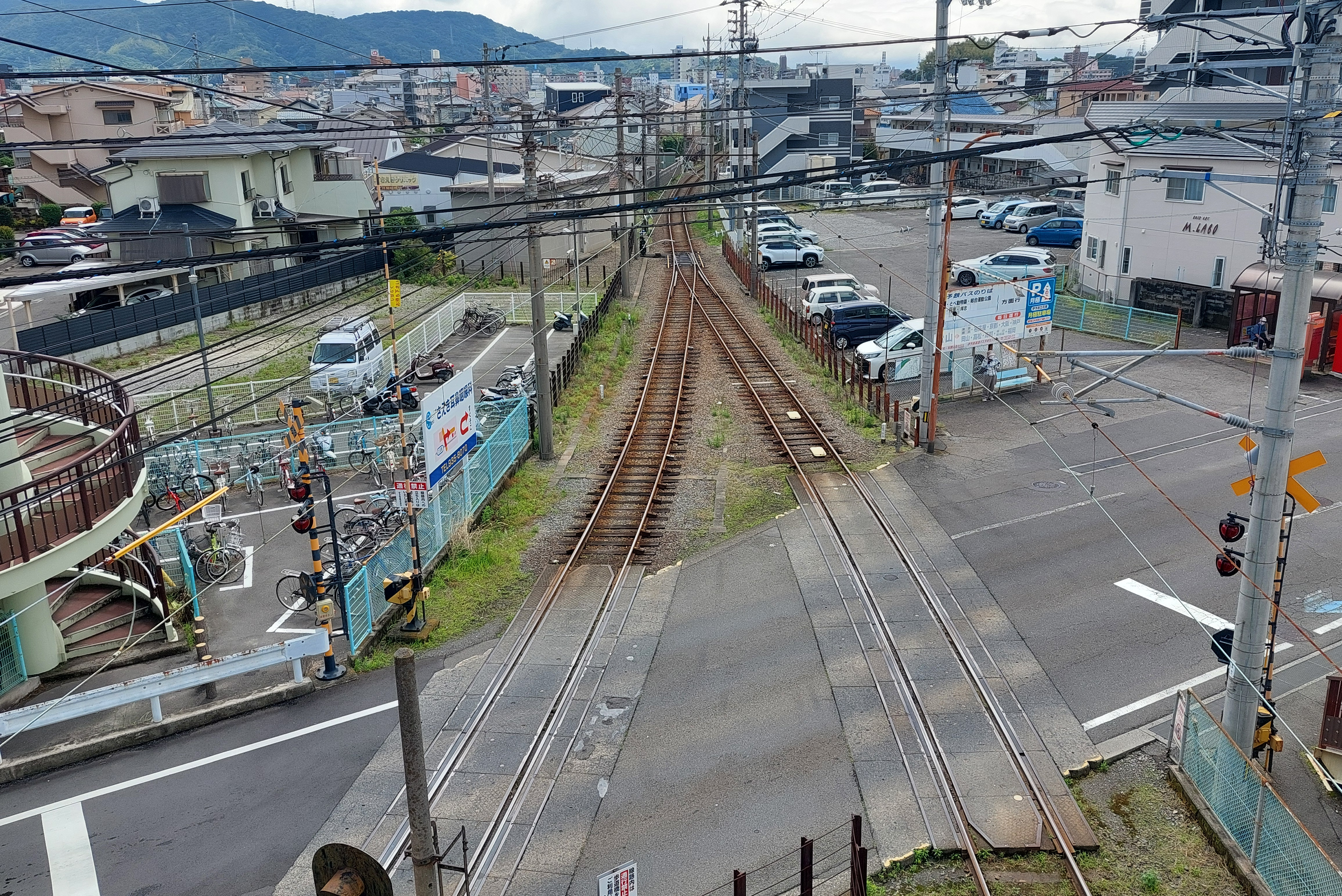
いよ立花駅東側。かつての森松線はここから右に分岐していた。

## 駅周辺
- 松山立花郵便局
- いよてつロフティ立花
- 松山協和病院
- 南松山病院
- フジ立花店
- イオンスタイル松山
- 木村チェーン 朝生田店
- ロコモK.Oいよ立花店
- 拓南通り商店街
- 日本共産党愛媛県委員会

## バス路線
駅前のバス停からは伊予鉄バスとJR四国バスの路線が発着している。
| 運行事業者 | バス停名       | 路線番号 | 路線名       | 経路 |
| 伊予鉄バス | 立花駅前       | （13）   | 拝志線       | 松山市駅 - 大街道 - 立花駅前 - 椿前 - 森松 - 上林皿ヶ嶺登山口                                                       |
| 伊予鉄バス | 立花駅前       | （15）   | 森松・砥部線 | 松山市駅 - 大街道口（千舟町通り） - 立花駅前 - 椿前 - 森松 - とべ動物園前 - ニンジニアスタジアム - えひめこどもの城 |
| 伊予鉄バス | 立花駅前       | （18）   | 森松・砥部線 | 松山市駅 - 大街道 - 立花駅前 - 椿前 - 森松                                                                          |
| 伊予鉄バス | 立花駅前       | （18）   | 森松・砥部線 | 松山市駅 - 大街道 - 立花駅前 - 椿前 - 森松 - 砥部焼伝統産業会館前 - 断層口                                          |
| 伊予鉄バス | 立花駅前       | （18）   | 森松・砥部線 | 松山市駅 - 大街道 - 立花駅前 - 椿前 - 森松 - 砥部焼伝統産業会館前 - 大岩橋                                          |
| 伊予鉄バス | 立花駅前       | （18）   | 森松・砥部線 | 松山市駅 - 大街道 - 立花駅前 - 椿前 - 森松 - 砥部焼伝統産業会館前                                                   |
| JR四国バス | 伊予鉄立花駅前 |          | 久万高原線   | 松山駅 - 大街道 - 伊予鉄立花駅前 - 椿宮 - 森松本町 - 砥部 - 久万高原                                                |

## 隣の駅
伊予鉄道
■横河原線
石手川公園駅 (IY11) - いよ立花駅 (IY12) - 福音寺駅 (IY13)
森松線（1965年廃止）
（松山市駅 - ）伊予立花駅 - 石井駅
※森松線存続時に石手川公園駅は未開業

## 関連書籍
- 今尾恵介監修 『日本鉄道旅行地図帳11号 中国 四国』（新潮社 2009年、 ISBN 978-4-10-790029-6）